# Vasili Kliuchevski

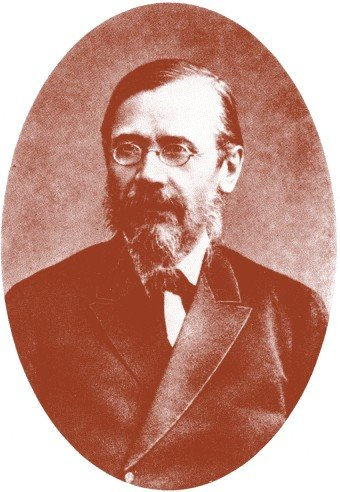
Vasili Kliuchevski.

Vasili Ósipovich Kliuchevski (ruso: Василий Осипович Ключевский; 28 de enero de 1841 [juliano 16 de enero] en el pueblo de Voskresénovka, en el óblast de Penza, Rusia – 25 de mayo de 1911 [juliano 12 de mayo], Moscú), historiador ruso a caballo de los siglos XIX y XX. Todavía es considerado uno de los tres historiadores rusos más reputados, al lado de Nikolái Karamzín y Serguéi Soloviov. 
Hijo del párroco del pueblo, Kliuchevski, de etnia mordvina, estudió en la Universidad de Moscú con Serguéi Soloviov, a quién sucedió en la cátedra en 1879, tras su muerte. Sus primeras publicaciones importantes fueron un artículo sobre actividades económicas del Monasterio de Solovetsky (cerca de Belozersk) en 1867 y una tesis sobre la hagiografía rusa medieval (1871).
Kliuchevski fue el primer historiador en cambiar la atención desde los asuntos políticos y sociales a las fuerzas y agentes de índole geográfica y económica. Estaba interesado particularmente en el proceso de colonización rusa de Europa, Siberia y Extremo Oriente ruso. En 1882, publicó un trabajo de campo sobre la Duma de los  boyardos, donde afirma su visión del Estado como resultado de la colaboración de diversas clases de sociedad.

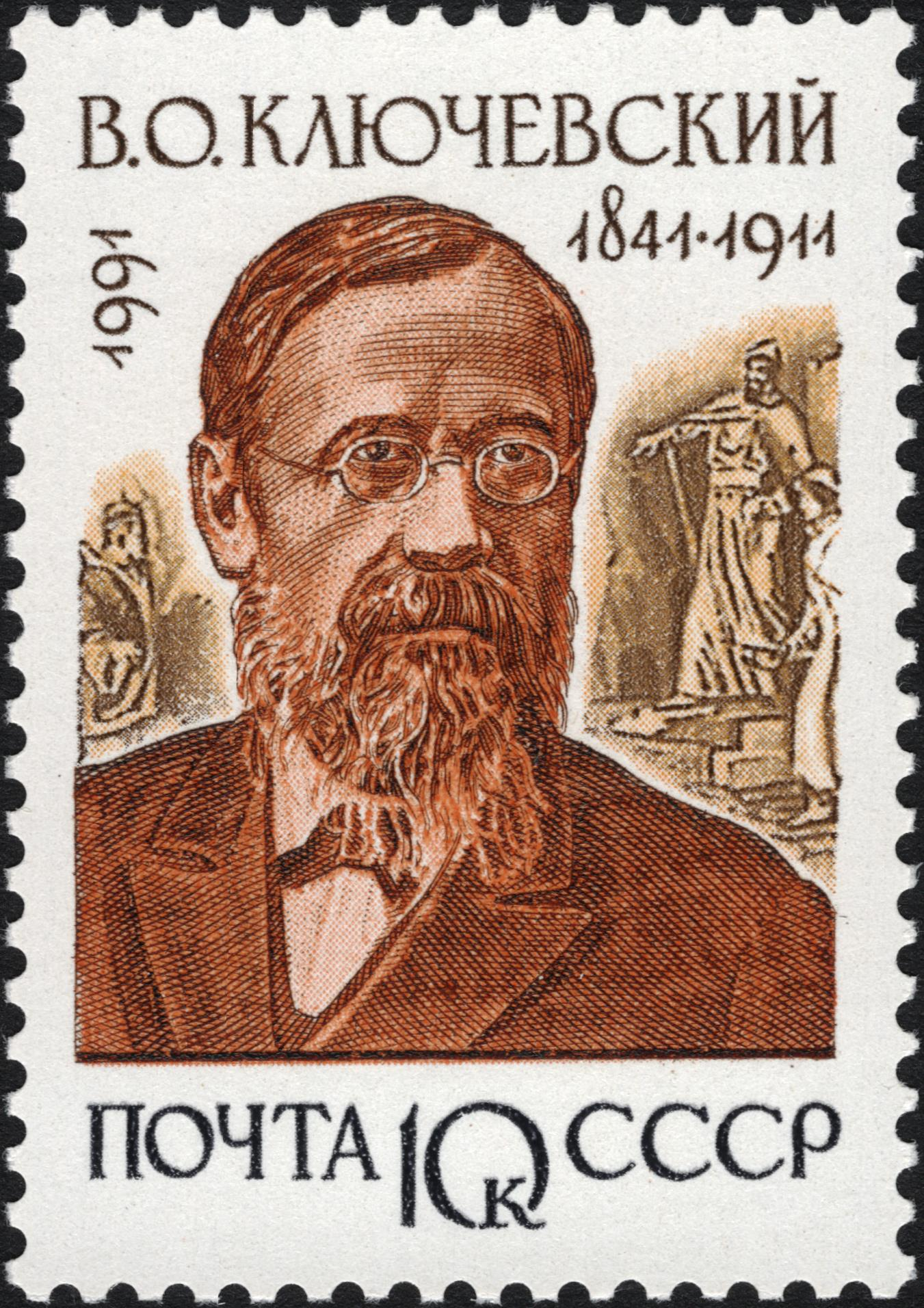
Sello de 1991 en homenaje a Kliuchevski.

En 1889, lo eligieron miembro de la Academia Rusa de las Ciencias. Aunque sus conferencias eran muy populares, publicó unas cuantas biografías de "hombres representativos" como Andréi Kurbski, Afanasi Ordín-Nashchokin, Fiódor Rtíschev, Vasili Golitzin, y Nikolái Novikov.
La última década de su vida la dedicó a preparar la versión impresa de sus conferencias. También estuvo interesado en política, ya que se unió al Partido Democrático Constitucional (KD o kadete).

## Para saber más
- Mazour, Anatole G. "V.O. Kliuchevsky: The Making of a Historian", The Russian Review, Vol. 31, No. 4. (Oct., 1972), pp. 345–359.
- Mazour, Anatole G. "V.O. Kliuchevsky: The Scholar and Teacher", The Russian Review, Vol. 32, No. 1. (Jan., 1973), pp. 15–27.
- Vasily Klyuchevsky. "The course of the Russian history", ISBN 5-244-00072-1,  (en ruso)

- Datos: Q379584
- Multimedia: Vasily Klyuchevsky / Q379584